# Anigozanthos
Genre
Classification APG III (2009)
Anigozanthos est un genre de plante de la famille des Haemodoraceae. C'est le genre des « pattes de kangourou » (kangaroo paw).
Plusieurs espèces sont cultivées pour l'ornement, parmi lesquelles Anigozanthos flavidus et Anigozanthos manglesii. Anigozanthos flavidus est une plante herbacée pérenne originaire des zones humides des forêts claires du sud-ouest de l'Australie.

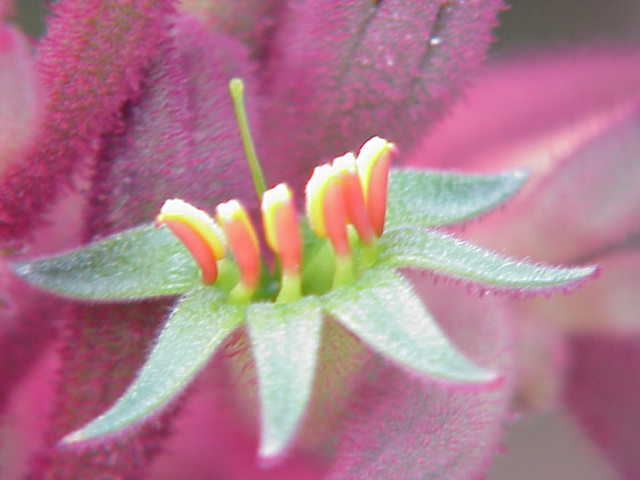
Détail d'une fleur dAnigozanthos flavidus

## Espèces
- Anigozanthos bicolor
  - Anigozanthos bicolor ssp. bicolor
  - Anigozanthos bicolor ssp. decrescens
  - Anigozanthos bicolor ssp. exstans
  - Anigozanthos bicolor ssp. minor
- Anigozanthos flavidus
- Anigozanthos gabrielae
- Anigozanthos humilis
  - Anigozanthos humilis ssp. chrysanthus
  - Anigozanthos inferno(Couleur rouge)
  - Anigozanthos humilis ssp. grandis
- Anigozanthos kalbarriensis
- Anigozanthos manglesii
  - Anigozanthos manglesii ssp. manglesii
  - Anigozanthos manglesii ssp. quadrans
- Anigozanthos onycis
- Anigozanthos preissii
- Anigozanthos pulcherrimus
- Anigozanthos rufus
- Anigozanthos viridis
  - Anigozanthos viridis subsp. terraspectans
  - Anigozanthos viridis subsp. metallica

Selon World Checklist of Selected Plant Families (WCSP) (16 Jul 2010) :
- Anigozanthos bicolor Endl. (1846)
- Anigozanthos flavidus DC. (1807)
- Anigozanthos gabrielae Domin, J. Linn. Soc. (1912)
- Anigozanthos humilis Lindl. (1839)
- Anigozanthos kalbarriensis Hopper (1978)
- Anigozanthos manglesii D.Don (1834)
- Anigozanthos onycis A.S.George (1974)
- Anigozanthos preissii Endl. (1846)
- Anigozanthos pulcherrimus Hook. (1845)
- Anigozanthos rufus Labill. (1800)
- Anigozanthos viridis Endl. (1846)

Selon NCBI (16 Jul 2010) :
- Anigozanthos bicolor
- Anigozanthos flavidus
- Anigozanthos gabrielae
- Anigozanthos humilis
- Anigozanthos humilis × Anigozanthos manglesii
- Anigozanthos hybrid cultivar
- Anigozanthos kalbarriensis
- Anigozanthos manglesii
- Anigozanthos onycis
- Anigozanthos preissii
- Anigozanthos pulcherrimus
- Anigozanthos rufus
- Anigozanthos viridis
- Anigozanthos sp. 'Simpson 6-VI-95A'